# Альма-матер

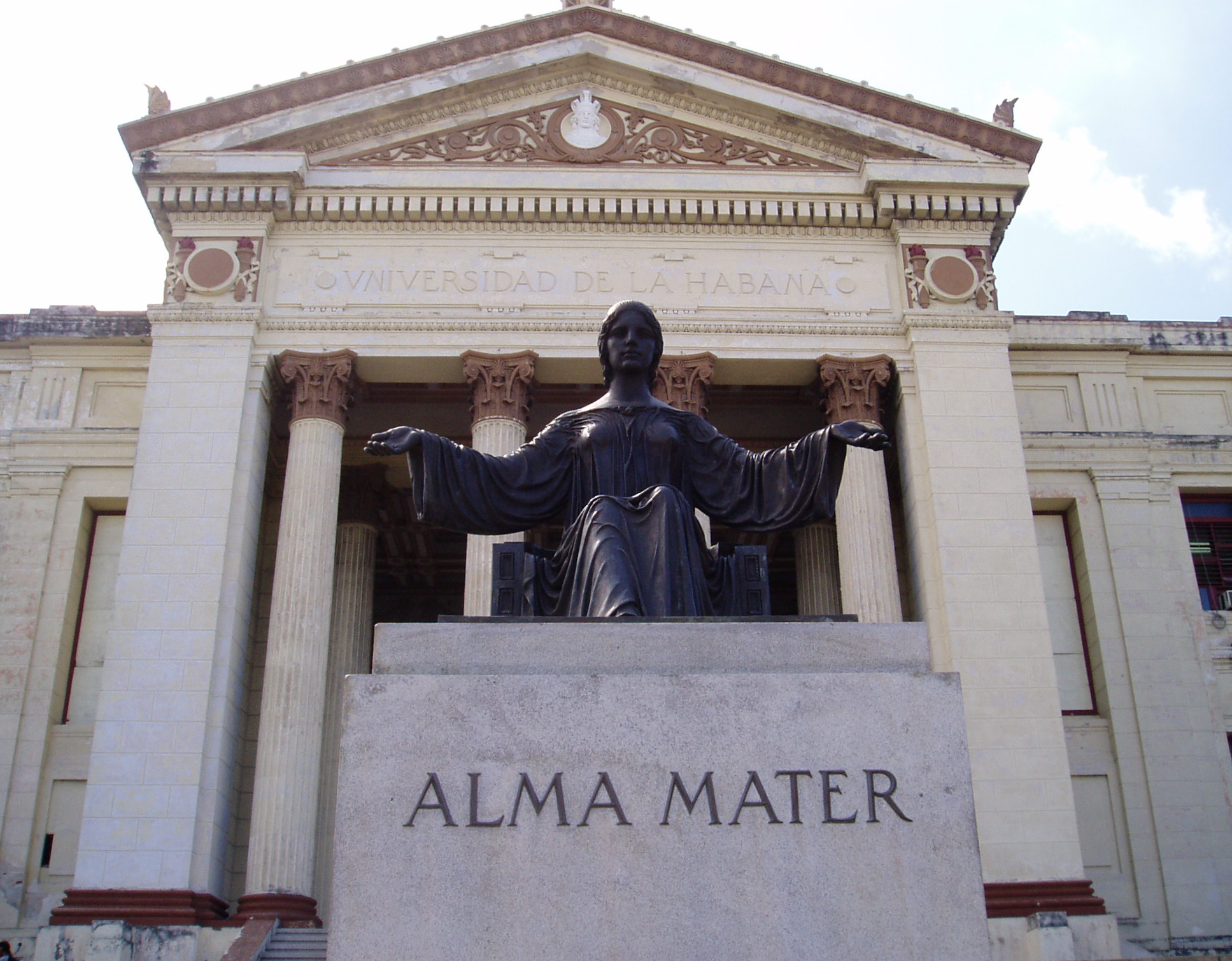
Статуя «Альма-матер» на вході до Гаванського університету в Кубі. Скульптор Маріо Корбел

А́льма-ма́тер (лат. alma mater — «мати-годувальниця») — старовинна студентська алегорична назва університету чи коледжу (який дає «поживу для роздуму»). У переносному значенні — місце, де хтось виховувався, набув професійних навичок. Зараз це слово вживають для означення місця, де хтось виховувався, здобував освіту, набував професію (майбутній спосіб заробляти на життя).

## У літературі
«Альма-матер» — назва роману українського прозаїка Юрія Бедзика (1964) про проблеми суспільного і гуманістичного покликання працівників науки.